# Початок кінця (Відьмак)
Початок кінця (англ. The End's Beginning) — перший епізод першого сезону телесеріалу Netflix «Відьмак». Сценарій, написаний Лорен Шмідт Хіссріч, створений частково на основі розповіді Анджея Сапковського «Менше зло», що входить у збірник «Останнє бажання».

## Сюжет і назва
Назва першого епізоду «Відьмака» стала відома трохи пізніше, ніж у більшості інших серій першого сезону. На сайті Гільдії сценаристів США на початку листопада 2019 року з'явилися назви шести з восьми епізодів, але першого там не було. Тільки 22 листопада, за чотири тижні до прем'єри, стало відомо, що перша серія буде називатися The End's Beginning, «Початок кінця».
У цьому епізоді розгортаються дві сюжетні лінії. Одна з них побудована на розповіді Анджея Сапковського «Менше зло» зі збірки «Останнє бажання»: в місті Блавікен Геральт зустрічає чародія Стрегобора і княжну Ренфрі на прізвисько Сорокопутка, яка хоче вбити Стрегобора. Відьмаку доводиться вбити Ренфрі, після чого натовп городян намагається закидати його камінням.
В іншій сюжетній лінії дія відбувається в Цинтрі. Столицю цього королівства бере штурмом армія Нільфгаарда; королева Каланте, важко поранена в битві, кидається вниз з вежі, а її онучка і спадкоємиця Цірілла біжить з міста. Тепер Цірілла повинна знайти Геральта, який є її «Призначенням».

## У ролях
- Генрі Кавілл — Ґеральт з Рівії
- Фрейя Аллан — княжна Цірілла
- Імон Фаррен — Кагир

## Реакція
Оглядачі видання Entertainment Weekly, подивившись перший епізод, вважали його настільки нудним, що не стали дивитися «Відьмака» далі і поставили серіалу 0 балів зі 100 можливих. Це зіпсувало рейтинг «Відьмака» на майданчику Metacritic. При цьому сцену бою Геральта з Ренфрі багато глядачів визнали однією з кращих у всьому першому сезоні.